# 흑치문대
흑치문대(黑齒文大, ?~?)는 백제의 관료이다.

## 생애
백제에서 달솔 관등을 지냈으며, 부여씨에서 분관한 흑치씨 사람이지만 대대로 좌평을 지낸 대성팔족 출신들과 다르게 달솔을 지낸 점을 보아 차상급의 귀족 신분을 지녔을 것으로 추정된다.